# Campoplex daritis
Campoplex daritis là một loài tò vò trong họ Ichneumonidae.